# Клигерман, Роза Иосифовна
Розалия (Роза) Ио́сифовна Клигерман (урождённая Гринберг; 1902, Киев — 1987, там же) — советская шахматистка.

## Биография
Родилась в 1902 году в семье Иосифа Бенционовича Гринберга, купца 1-й гильдии. Сестра шахматистки Б. И. Вайсберг.
Главные спортивные достижения — победы в чемпионатах Украинской ССР 1935 и 1936 гг. (в 1935 г. разделила 1—2 места со своей младшей сестрой, в 1936 г. — 1—3 места с сестрой и З. А. Артемьевой), а также победа в чемпионате ДСО «Темп» 1936 / 37 гг.
Участница полуфинала 4-го чемпионата СССР (1936 г.; не вышла в финал).
К концу 1930-х гг. стала меньше выступать в соревнованиях высокого ранга. После смерти старшего сына (служил на границе, погиб в первый день Великой Отечественной войны) отошла от шахмат. Жила в Киеве, занималась воспитанием младшего сына Соломона и внука Бориса. Попыток вернуться к практической игре не предпринимала. По свидетельству внучатого племянника М. С. Вайсберга, она говорила, что «нервов для игры не хватает».

## Основные спортивные результаты
| Год         | Город     | Соревнование                   | + | − | = | Результат | Место |
| ----------- | --------- | ------------------------------ | - | - | - | --------- | ----- |
| 1935        |           | Чемпионат Украинской ССР       |   |   |   | ?? из 14  | 1—2   |
| 1936        |           | Чемпионат Украинской ССР       |   |   |   | 9 из 12   | 1—3   |
|             | Ленинград | Полуфинал 4-го чемпионата СССР |   |   |   | 4½ из 9   |       |
| 1936 / 1937 |           | Чемпионат ДСО «Темп»           |   |   |   |           | 1     |